# Pterula moniliformis
Pterula moniliformis är en svampart som först beskrevs av Henn., och fick sitt nu gällande namn av Corner 1952. Pterula moniliformis ingår i släktet Pterula och familjen mattsvampar.   Inga underarter finns listade i Catalogue of Life.